# Emilio Durán
Emilio Durán (Sevilla, 1934), es un poeta español.

## Biografía
Estudia y se licencia en Derecho por la Universidad Central de Madrid. Han sido premiado sus libros de poemas: Cartas son cartas (1991), con el “Premio Fundación Cultural Miguel Hernández”; Mosaico de los amores perdidos (1994) con el “Premio Leonor”; Logia de conversos (1996) con el “Villa de Peligros”; Memoria de la vida (1996) con el “Ciudad del Guadaíra” e Itinerario de amor sobre un plano de Olavide (2002) con el “Ciudad de Andújar”. 
Sus relatos han sido galardonados, en 1991 con el “Puente Zuazo” y en 2002 con el “José Luis Acquaroni”. Es además fundador de Pliegos de Poesía El carro de la Nieve y de la Editorial de mismo nombre, de literatura erótica, donde vio la luz su antología El dos de pecho.
Tiene publicadas las novelas La última batalla de Fernando de Abertura (Premio “Camilo José Cela”, 1994) y Cartas de amor a la condesa (2005), relatos y un centenar de artículos periodísticos. 
Recientemente ha publicado Plaza del Cabildo de Paréntesis Editorial

## Plaza del Cabildo
Con el fondo de una ciudad del sur, se presenta un muestrario de personajes -amigos entre sí– que van confluyendo predestinados hacia una terrible Plaza del Cabildo. En ese ámbito, unos pavorosos inquisidores (ellos mismos) hacen públicos los delitos y pecados de los allí presos, pidiéndose severas penas contra los encausados. A raíz de aquel “auto de fe”, los personajes se separan, y al cabo del tiempo vuelven a reunirse ante un lienzo en que uno de ellos ha tratado de plasmar aquel episodio. Todos reconocen el terrible ámbito y, a raíz de ese reconocimiento, se separan para no volverse a encontrar más. Uno de ellos, en la soledad de una sierra, encuentra, con el amor, la muerte…